# Blooming

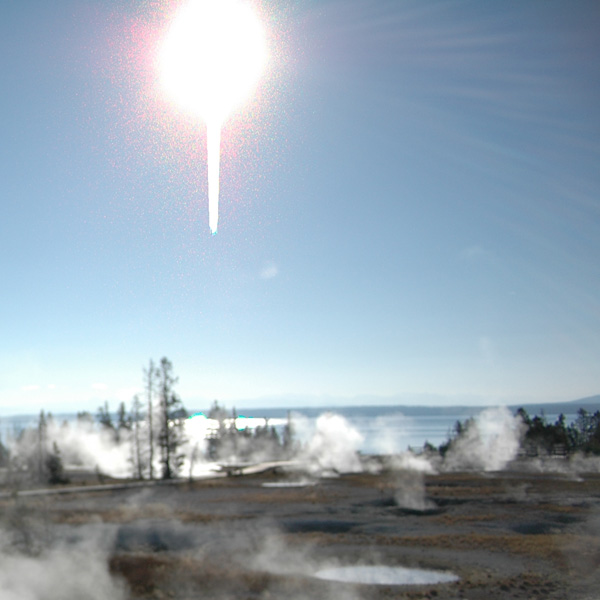
Blooming (weißer Streifen unter der Sonne). Hingegen kommt der rundliche weiße Fleck um die Sonne durch Streuung des Lichts in der Atmosphäre und Optik zustande und hat nichts mit Blooming zu tun.

Als Blooming (engl. bloom „Blüte“, etwa „Ausblühen“) bezeichnet man in der Digitalfotografie die Entstehung eines hellen Flecks um eine lokale Überbelichtung. Dieser Effekt tritt hauptsächlich bei älteren CCD-Kameras auf, falls diese nicht über eine Anti-Blooming-Schaltung verfügen. Er kann allerdings auch bei Digitalkameras mit CMOS-Sensoren auftreten.
Ursache dafür ist, dass die einzelnen lichtempfindlichen Elemente (Pixel) eines CCD-Sensors nur eine begrenzte (durch Photonen verursachte) Ladungsmenge aufnehmen können. Wird ein Bildelement zu stark belichtet, so wird diese Ladungsmenge überschritten, und die Zelle gibt die überzähligen Ladungen an die Nachbarzellen ab. Da diese natürlich auch nur eine begrenzte Ladungsmenge aufnehmen können, kann sich der Blooming-Effekt abhängig von der Beleuchtungsstärke deutlich ausweiten. Dabei fließen die Ladungen vor allem zwischen jenen Zellen, die zum Ladungstransport beim Auslesen des CCD-Sensors miteinander gekoppelt sind. Bei allen Videokameras und den meisten anderen CCD-Kameras ist das die senkrechte Richtung (parallel zur kurzen Seite des Bilds). Die meisten vom Blooming betroffenen Zellen haben also die maximale Ladungsmenge und erscheinen im Bild überbelichtet (maximale Helligkeit; bei Farbkameras ist zumindest eine Farbe gesättigt oder weiß, wenn alle Farben gesättigt sind).
Als Maßnahme gegen den Blooming-Effekt kann man zwischen den Zellen sogenannte Anti-Blooming Gates (ABG) anbringen, damit überschüssige Ladungen abgegeben werden können. Da diese ABGs aber die Pixelgröße und somit die Empfindlichkeit verringern, ist diese Lösung nicht immer praktikabel. Außerdem kann ein Anti-Blooming Gate auch bewirken, dass bei langen Belichtungszeiten schon Ladungen abfließen, bevor eine Speicherzelle voll ist. Daher werden auch noch heute hochempfindliche CCD-Sensoren ohne ABG hergestellt.
Blooming ist nicht mit dem „Smear“-Effekt zu verwechseln, bei dem nicht Ladungsträger unerwünschterweise weiterfließen, sondern die Belichtung des CCD-Sensors während des Verschiebens der Ladungen zu einem Streifen führt. Im Gegensatz zu dem meist scharf begrenzten Blooming-Streifen reicht der Streifen des Smear-Effekts immer bis zum Bildrand und erscheint nicht völlig überbelichtet.